# 英韦·霍尔姆
英韦·霍尔姆（瑞典語：Yngve Holm，1895年9月12日—1943年2月16日），瑞典前男子帆船运动员。他曾代表瑞典参加1920年夏季奥林匹克运动会帆船比赛，获得40平方米级金牌。